# من القبور - الوقت وكنوز (فلم)
من القبور، الوقت وكنوز  (بالإنجليزية: Of Time, Tombs and Treasures) هو فيلم وثائقي تم إنتاجه في الولايات المتحدة وصدر في سنة 1977.

## روابط خارجية
- مقالات تستعمل روابط فنية بلا صلة مع ويكي بيانات